# Candy (Paolo Nutini)
Candy is een nummer van de Schotse zanger Paolo Nutini uit 2009. Het is de eerste single van hun tweede studioalbum Sunny Side Up.
"Candy" gaat over Nutini's jeugdliefde en vriendin Teri Brogan. Nutini twijfelde in de eerste instantie of hij het nummer op zijn album wilde zetten, omdat hij bang was dat het liedje te persoonlijk zou zijn. Het nummer bereikte een bescheiden 19e positie in Nutini's thuisland het Verenigd Koninkrijk. In Nederland bereikte het nummer geen hitlijsten, terwijl in Vlaanderen de 18e positie in de Tipparade werd gehaald.

## NPO Radio 2 Top 2000
Candy stond in 2024 voor het eerst in de NPO Radio 2 Top 2000, op plek 1510.